# Antonio López (Noni)
Antonio López García, "Noni"  (Loja, Granada, 9 de agosto de 1981), es un músico, compositor y productor español. En 1998 fundó junto a Julián Méndez, Alfredo Núñez y Luis Liceras el grupo de pop Lori Meyers. En dicho grupo canta, toca la guitarra y teclados y compone. En la actualidad Lori Meyers está formado por "Noni", Alejandro Méndez, Alfredo Núñez, Miguel de Lucas, JJ Machuca y Tony Jiménez.

## Discografía
- Viaje de estudios (2004)
- Hostal Pimodán (2005)
- Hostal Pimodán (reedición) (2CD) (2006)
- Cronolánea (2008)
- Cuando el destino nos alcance (2010)
- Impronta (2013)[1]
- En la espiral (2017)
- Lori Meyers 2000-2017 (2017) Caja de vinilos incluyendo la maqueta "Las cinco ventanas"
- 20 Años, 21 Canciones (2018) Recopilatorio doble con algunas de sus canciones emblemáticas escogidas por personajes de la vida cultural española. El segundo volumen incluye maquetas, rarezas y versiones
- Directo En Madrid Wizink Center (2020) Contiene algunas de sus canciones mejores valoradas con las versiones del concierto que hicieron en el Wizink Center
- Espacios Infinitos (2021)

### EP y sencillos
- Ya lo sabes (EP) (2004)
- La caza (EP) (2005)
- Dilema/Televisión (Single) (2006)
- Luces de neón (Single) (2008)
- Mi realidad (Single Vinilo)

### Videoclips
- Tokio ya no nos quiere
- Dilema
- Luces de neón
- Alta fidelidad
- Alta fidelidad Ganador Notodofilmfest
- Luciérnagas y mariposas
- Mi realidad
- ¿Aha han vuelto?
- Religión
- Rumba en atmósfera cero
- Planilandia
- Siempre brilla el sol
- Evolución
- 70
- El tiempo pasará
- Hacerte Volar
- Zona de Confort
- Punk
- No Hay Excusa
- Házmelo Saber

Trabajos como productor
• Bisagra "La travesía" (2014)
• Anni B. Sweet "Chasing Illusions" (2015)

### Discos tributo
- Homenaje a Los Ángeles - Intervenciones estelares (2005)